# 陳叔宝
陳 叔宝（ちん しゅくほう）は、南朝陳の第5代（最後）の皇帝。後世、亡国の君主として暗君の典型とされる。後に後主（こうしゅ）と称された。

## 生涯

### 即位前
承聖2年（553年）、陳頊（後の宣帝）の長男として江陵に生まれた。承聖3年（554年）に江陵が西魏の侵攻により陥落すると、陳頊は関中に連行され、陳叔宝は穣城に抑留された。天嘉3年（562年）、帰国して建康に入り、安成王世子に立てられた。天康元年（566年）、寧遠将軍の位を受けた。光大2年（568年）には太子中庶子となり、まもなく侍中の位を受けた。翌太建元年（569年）1月に宣帝が即位すると、皇太子に立てられた。太建14年（582年）1月に宣帝が崩御すると、異母弟の始興王陳叔陵が兄の陳叔宝を殺害しようとした。陳叔宝は母の柳敬言や乳母の呉氏に急場を救われ、蕭摩訶が陳叔陵を討ったため、即位することができた。

### 皇帝として
施文慶、沈客卿ら奸臣を用い、尚書令の江総や陳暄・孔範ら「狎客」と呼ばれた文人たちと日夜宴飲と歌舞音曲にふけり、国政を顧みなかった。また、禎明2年（588年）には、腹心の吏部尚書蔡徴らの讒言によって、長男で皇太子の陳胤を廃嫡して呉興王に降格し、寵姫の張麗華が生んだ揚州刺史・始安王の陳深を新たな皇太子とするなど、乱脈な国政によって陳の国力は大きく衰えた。

### 亡国
禎明2年（588年）10月、大陸の統一を目指した隋の文帝は、次男の晋王楊広を総大将とする総勢51万8000の軍を侵攻させた。翌禎明3年（589年）の元日には隋軍が大挙して長江を渡り国都建康に迫った。後主は「犬羊のごとき者ども（隋軍を指す）が我が国に勝手に侵入し、京師（国都の周辺地域を指す）の近郊を盗み取っている。蜂や蠍のごとき毒のある者は、時機を選んで（隋軍を）掃討・平定するがよい。内外ともに厳重に警戒するように」と詔したが、迎撃に出た将の紀瑱が撃破され、隋軍の前線司令官賀若弼が陳の捕虜を寛大に扱ったこともあり、形勢不利を悟った陳軍からは投降者が相次いだ。首都の建康が陥落するに及び、大臣の1人である尚書僕射の袁憲は「隋軍の兵士達が宮廷に侵入してきても、決して乱暴なことはしないでしょう。しかも今は陳国にとって最も重大な時でございます。陛下におかれましては、服装を正して正殿に着座し、梁の武帝が侯景を引見した時の例にお倣い下さいますように」と後主に進言したが、後主は従わず「剣の刃の下では当たっていくことはできない。私には私の考えがあるのだ」と言って、宮中の奥にある空井戸に隠れようとした。袁憲は繰り返し諫め、さらに後閤舎人の夏侯公韻が、自分の体で井戸を覆って妨害したが、彼を押しのけて張麗華・孔貴人の両夫人とともに井戸の底に隠れていたところ、結局、宮殿に侵入してきた隋軍に発見されて捕虜となった。
張麗華は楊広の命により青渓中橋で斬られた（『陳書』および『南史』の后妃伝より）。

### その後
陳の滅亡後、陳叔宝は隋の都・長安に送られた。
当時、亡国の君主が囚われると反乱を予防するため殺されるのが通例であったが、亡国や張麗華が殺されたことを全く恥じず、酒浸りの生活を送るなど、元皇帝とは思えない振舞いをしたため猜疑心が強かった文帝からも警戒されず、むしろその態度を呆れられたという。文帝の行幸に随行したり酒宴に侍るなどして余生を全うすることができた。仁寿4年（604年）に洛陽で崩御した。
死後、大将軍を追贈され、長城県公に追封され、「煬」と諡された。奇しくも文帝と同年に崩御したことになる。
諡号の「煬」とは「礼を去り衆を遠ざく」（『逸周書』諡法解より）いう意味である。皮肉なことにこの諡号を与えた楊広自身も、後に暴君として同じく煬の諡号を与えられることになる。

## 人物
- 後主は君主としては無能であったが、詩人としては優れていた。特に楽府を多く作り、その内容は艶麗で技巧的な詩風を特徴とする「宮体詩」が大多数を占める。後主の代表作であり、壮麗な後宮と宮女のあでやかな美しさを詠じた「玉樹後庭花」は、後世において亡国の詩とされ、六朝文学批判の槍玉に挙げられるほか、南朝滅亡を主題とする詩にしばしば詠われている。
- 無位無官であることを恥じて、文帝に位を授けるように頼み呆れさせた。酒浸りだったため文帝から控えるよう忠告されたが聞き入れなかったため放置された。

## 著名な作品
| 玉樹後庭花     | 玉樹後庭花                                | 玉樹後庭花 |
| -------------- | ----------------------------------------- | ---------- |
| 原文           | 書き下し文                                |            |
| 麗宇芳林對高閣 | 麗宇 芳林 高閣に対し                      |            |
| 新粧艶質本傾城 | 新粧 艶質 本より傾城                      |            |
| 映戸凝嬌乍不進 | 戸に映るも嬌を凝らし 乍（たちま）ち進まず |            |
| 出帷含態笑相迎 | 帷を出でて態を含み 笑いて相い迎う         |            |
| 妖姫臉似花含露 | 妖姫 臉は花の露を含むに似たり             |            |
| 玉樹流光照後庭 | 玉樹 光を流して後庭を照らす               |            |

## 妻子

### 后妃
- 沈婺華（沈皇后）
- 張麗華（張貴妃）
- 孫姫
- 高昭儀
- 呂淑媛
- 龔貴嬪
- 張淑華
- 徐淑儀
- 孔貴人

### 男子
- 呉興王 陳胤（承業）- 母は孫姫
- 南平王 陳嶷（承岳）- 母は高昭儀
- 永嘉王 陳彦（承懿）- 母は呂淑媛
- 皇太子 陳深（承源）- 母は張麗華
- 南海王 陳虔（承恪）- 母は龔貴嬪
- 信義王 陳祗（承敬）- 母は張淑華
- 邵陵王 陳兢（承検）- 母は呂淑媛
- 会稽王 陳荘（承粛）- 母は張麗華
- 東陽王 陳恮（承厚）- 母は徐淑儀
- 呉郡王 陳蕃（承広）- 母は孔貴人
- 銭塘王 陳恬（承惔）- 母は龔貴嬪
- 陳総
- 陳観
- 陳明
- 陳綱
- 陳統
- 陳沖
- 陳洽
- 陳縚
- 陳綽
- 陳威
- 陳辯

### 女子
- 陳婤（六女、隋の煬帝の陳貴人）